# Edward Joseph Dent
Edward Joseph Dent (Ribston, 6 luglio 1876 – Londra, 22 agosto 1957) è stato un musicologo inglese.

## Biografia
Edward Dent studiò al College di Eton e presso la University of Cambridge, università presso la quale in seguito divenne professore di musica, dal 1926 al 1941. Fu fondatore e presidente della International Society for Contemporary Music dall'anno di fondazione (1922) sino al 1938. 
Grande appassionato e studioso della musica antica, scrisse un'importante monografia (1905) su Alessandro Scarlatti. Da ricordare anche i suoi testi dedicati a Georg Friedrich Händel (1934), alle origini dell'opera inglese, alle opere di Mozart ed a Ferruccio Busoni (1933). Tra i suoi allievi si può menzionare il compositore Cecil Armstrong Gibbs.

## Opere
- Alessandro Scarlatti, His Life And Works, 1905[2]
- Il teatro di Mozart (Mozart Operas), 1913[3]
- Foundations of English Opera - A Study of Musical Drama in England During the Seventeenth Century, University Press, Cambridge, 1928
- Ferruccio Busoni, 1933
- Life of Händel, 1936